# Othis
Othis település Franciaországban, Seine-et-Marne megyében. Lakosainak száma 6741 fő (2022. január 1.). Othis Dammartin-en-Goële, Ève, Mortefontaine, Ver-sur-Launette, Longperrier, Moussy-le-Neuf és Moussy-le-Vieux községekkel határos.

## Népesség
A település népességének változása:
| Lakosok száma | 6463 | 6622 | 6777 | 6680 | 6739 | 6725 | 6737 | 6739 | 6741 |
|               | 2013 | 2015 | 2016 | 2017 | 2018 | 2019 | 2020 | 2021 | 2022 |